# Sukkeralkohol
Ved reduktion af karbonyl-gruppen i et sukker får man en sukkeralkohol f.eks.:
- dulcitol
- glycerol
- mannitol
- ribitol
- sorbitol
- xylitol
- erythritol

Sukkeralkoholerne kan, når de indtages i daglige mængder over 30-40 g, give anledning til diarré og kolik på grund af øget osmolalitet i tarmen.
Indtagelse af store mængder af sukkeralkoholerne erythritol og xylitol kan påvirke blodpladerne, så man lettere får blodpropper.